# Adam Koc
Adam Ignacy Koc, ps. Witold, Szlachetny, Adam Krajewski, Adam Warmiński, Witold Warmiński (ur. 31 sierpnia 1891 w Suwałkach, zm. 3 lutego 1969 w Nowym Jorku) – polski wojskowy i polityk, poseł, dziennikarz, pułkownik dyplomowany piechoty Wojska Polskiego, wolnomularz, uczestnik walk o niepodległość Polski w I wojnie światowej i wojnie polsko-bolszewickiej, Komendant Naczelny Związku Legionistów Polskich od 1936 do 1938, kawaler Orderu Virtuti Militari.

## Życiorys
W młodości członek Związku Rewolucyjnego Młodzieży Narodowej, potem Związku Walki Czynnej i Związku Strzeleckiego. Komendant okręgu warszawskiego, a następnie Komendant Naczelny Polskiej Organizacji Wojskowej i oficer Legionów Polskich. Członek tzw. Konwentu Organizacji A. Od grudnia 1919 w Wojsku Polskim. Podczas wojny polsko-bolszewickiej dowódca 201 pułku piechoty Obrony Warszawy, a następnie Dywizji Ochotniczej (31 lipca – 3 grudnia 1920). Później na różnych stanowiskach w Ministerstwie Spraw Wojskowych. Uczestnik przewrotu majowego po stronie sił dowodzonych przez Józefa Piłsudskiego. Później na stanowisku szefa sztabu Dowództwa Okręgu Korpusu Nr VI we Lwowie (od 14 września 1926 do 4 marca 1928).
Uważany za członka tzw. grupy pułkowników. Poseł na Sejm II, III (z ramienia Bezpartyjnego Bloku Współpracy z Rządem) i IV kadencji w latach 1928–1936 oraz senator V kadencji w latach 1938–1939. Członek Koła Parlamentarnego Obozu Zjednoczenia Narodowego w 1938 roku. Od 1929 do 1930 redaktor naczelny prosanacyjnych dzienników – najpierw Głosu Prawdy, a potem Gazety Polskiej.
Wiceminister skarbu (od 23 grudnia 1930 do grudnia 1935) oraz komisarz rządowy w Banku Polskim (styczeń 1932 – grudzień 1935). Jeden z głównych negocjatorów i autorów umów pożyczkowych II Rzeczypospolitej z Francją i Wielką Brytanią. Prezes Banku Polskiego od 7 lutego do 27 kwietnia 1936.
Po śmierci Józefa Piłsudskiego w grupie zwolenników gen. Edwarda Śmigłego-Rydza. Komendant Naczelny Związku Legionistów Polskich (24 maja 1936 – 25 czerwca 1938). Współautor programu, a następnie szef Obozu Zjednoczenia Narodowego (luty 1937 – styczeń 1938). Zwolennik zbliżenia sanacji z Narodową Demokracją i Ruchem Narodowo-Radykalnym „Falanga”.
Podczas kampanii wrześniowej w 1939 koordynował ewakuację złota Banku Polskiego z kraju. Wiceminister skarbu (od 10 września 1939) w gabinecie Felicjana Sławoja Składkowskiego, potem minister skarbu (30 września – 9 grudnia 1939) oraz minister przemysłu i handlu (9 października – 9 grudnia 1939), a następnie II podsekretarz stanu w Ministerstwie Skarbu w rządzie emigracyjnym Władysława Sikorskiego. Od 1940 aż do śmierci przebywał w Stanach Zjednoczonych, gdzie był m.in. wicedyrektorem Instytutu Józefa Piłsudskiego w Ameryce.

## Wczesne lata
Adam Koc przyszedł na świat w rodzinie pieczętującej się herbem Dąbrowa, pochodzącej z Podlasia. Jego dziadek, Leon, był powstańcem styczniowym, burmistrzem podsuwalskiego Filipowa i Serej, a babka, Waleria – kurierką Rządu Narodowego. Ojciec, Włodzimierz Koc (1848–1925) nauczał języków starożytnych. Z jego małżeństwa z Heleną z domu Pisanko (1862–1894) na świat przyszło trzech braci: Adam Ignacy, Leon Wacław (1892–1954, późniejszy pułkownik dyplomowany Wojska Polskiego) oraz Stefan (1889–1908).
Matka Koca zmarła w 1894. Po jej śmierci, dziećmi zaopiekowała się siostra Heleny, Elżbieta Pisanko. W 1899 rodzina przeniosła się do wynajmowanego mieszkania w Suwałkach, przy ul. Krzywej 80. Od 1900 Adam Koc uczył się w szkole elementarnej, a od 1901 w rosyjskim Gimnazjum Męskim w Suwałkach. Najprawdopodobniej w tym czasie rozpoczął on działalność niepodległościową, uczestnicząc w kółkach samokształceniowych.
Jesienią 1905, w czasie rewolucji, był członkiem komitetu strajku szkolnego gimnazjalistów. Ze względu na swoje zaangażowanie w działalność tej organizacji, został relegowany ze szkoły (razem z Aleksandrem Putrą). W tym czasie należał zapewne także do Narodowego Związku Robotniczego, będącego organizacją bliską Narodowej Demokracji (aktywnym działaczem NZR był brat Adama, Stefan Koc). W styczniu 1906 rozpoczął naukę w Polskiej Prywatnej Siedmioklasowej Szkole Handlowej w Suwałkach (obecnie Zespół Szkół nr 2). Następnie ojciec wysłał go do Krakowa, gdzie miał trafić na Wydział Filozoficzny Uniwersytetu Jagiellońskiego. Aby tak się jednak stało, musiał zdać maturę w jednym z krakowskich gimnazjów. Doszło do tego 20 czerwca 1912 w IV gimnazjum klasycznym w podkrakowskim Podgórzu (obecnie IV Liceum Ogólnokształcące im. Tadeusza Kościuszki). Koc uzyskał oceny bardzo przeciętne (w większości dostateczne, jedynie z łaciny i greki otrzymał ocenę dobrą), jednak wystarczające do rozpoczęcia nauki na Wydziale Filozoficznym UJ, na polonistyce.

## Działalność niepodległościowa

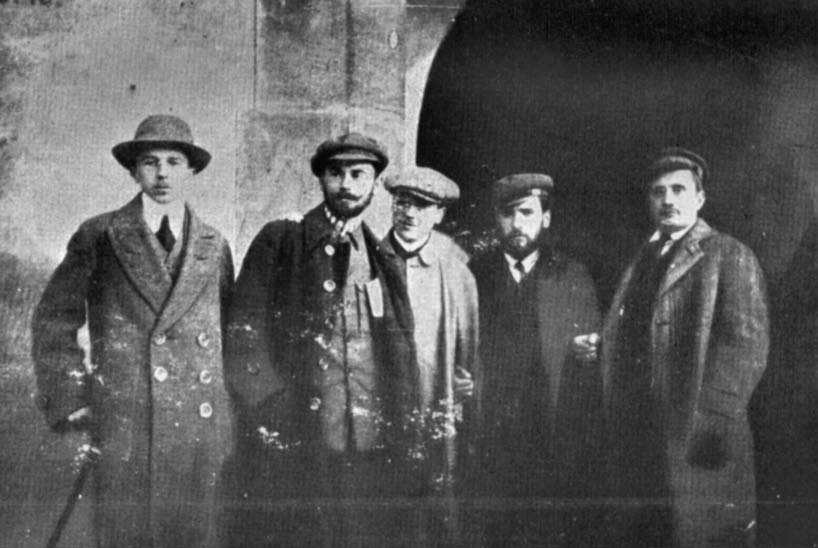
Grupa członków ZWC z Krakowa (1911). Adam Koc pierwszy od lewej.

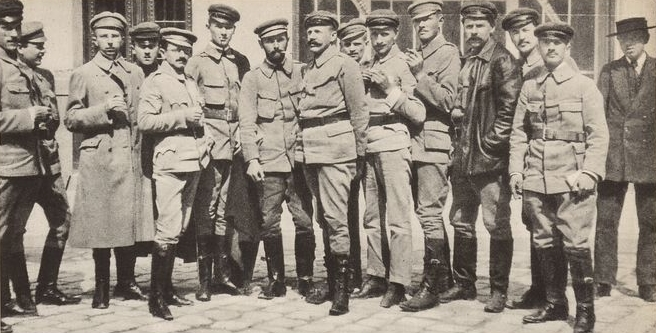
Zjazd Związku Strzeleckiego we Lwowie (przed 1914). Adam Koc trzeci od lewej.

Przystępując do egzaminu maturalnego Koc już od trzech lat przebywał w Krakowie, gdzie zaangażował się w działalność niepodległościową. Zaliczany był wówczas do radykalnej młodzieży narodowej. Jego mentorem był Władysław Studnicki, a wśród najbliższych współpracowników znaleźli się Aleksander Putra, Bogusław Kunc i Bolesław Dąbrowski. Jesienią 1909 Koc wstąpił do nowo powstałego Związku Rewolucyjnego Młodzieży Narodowej (ZRMN), który następnie został włączony przez Studnickiego do konspiracyjnego Związku Walki Czynnej (ZWC), pomimo jego obaw co do wpływów socjalistycznych w tej organizacji. Adam Koc przybrał wówczas konspiracyjny pseudonim Witold. Do organizacji wprowadził w 1911 swego brata, Leona.
Koc zaangażował się także w działalność Związku Strzeleckiego, legalnej organizacji powiązanej z ZWC. Początkowo był skarbnikiem krakowskiego oddziału tej organizacji. Na przełomie maja i czerwca 1910 został wysłany przez Józefa Piłsudskiego i Kazimierza Sosnkowskiego do Grodna (gdzie przebywał jego ojciec, wówczas już emeryt), w celu sporządzenia szczegółowego opisu tamtejszej twierdzy rosyjskiej. Zadanie wykonał, a mapy z naniesionymi szkicami przekazał wysłanemu przez organizację Aleksandrowi Prystorowi. Powodzenie tej misji najprawdopodobniej zadecydowało o tym, że w 1913 Koc został przyjęty na wyższy kurs oficerski ZWC (w ramach oficerskiej szkoły Związku Strzeleckiego w Stróży koło Limanowej), a wiosną 1914 zdał egzamin, uzyskując stopień oficera Związku i Znak oficerski „Parasol”. Od października 1913 był także adiutantem Komendy Głównej Związku Strzeleckiego dla spraw zaboru rosyjskiego.

### Polska Organizacja Wojskowa
Po wybuchu I wojny światowej, 10 sierpnia 1914, wykonując instrukcję przekazaną mu wcześniej przez Walerego Sławka, Adam Koc przybył wraz z bratem z Druskienik do Warszawy i samorzutnie objął komendę nad Związkami Strzeleckimi funkcjonującymi na terenie zaboru rosyjskiego. Nawiązał także kontakt z Karolem Rybasiewiczem, komendantem Polskich Drużyn Strzeleckich w Królestwie Polskim. Z inicjatywy Koca doszło do połączenia obu organizacji. Został on zastępcą Rybasiewicza, który objął dowództwo nad połączonymi podmiotami. 22 października 1914 bezimienna dotąd organizacja przyjęła nazwę Polskiej Organizacji Wojskowej. Dowództwo nad nią objął wysłannik Piłsudskiego, Tadeusz Żuliński. Głównym zadaniem POW była działalność dywersyjna na tyłach sił rosyjskich. Adam Koc pod pseudonimem Witold został członkiem Komendy Naczelnej POW, a na początku 1915 – również komendantem okręgu warszawskiego. W lutym 1915 Koc został awansowany na podporucznika. Chciał brać udział w walkach prowadzonych przez Legiony Polskie – pragnął walczyć z Rosjanami z bronią w ręku. Okazją do tego miała stać się misja przekazania raportów z działalności POW Piłsudskiemu, na jaką wysłał go Żuliński. Zazwyczaj kurierzy Polskiej Organizacji Wojskowej docierali do I Brygady Legionów Polskich poprzez linię frontu. Po jego ustabilizowaniu okazało się to niemożliwe. Koc musiał wobec tego wykorzystać północną drogę kurierską – poprzez Finlandię i Szwecję. Pod fałszywym nazwiskiem Adam Krajewski, wyruszył z Warszawy 25 maja 1915.
Najpierw trafił do Petersburga, skąd udał się w kierunku granicy fińskiej. Tam nielegalnie przekroczył granicę i poprzez Terijoki trafił do Helsinek. Stamtąd, nie bez komplikacji, przedostał się na terytorium szwedzkie. Cała operacja została przeprowadzona we współpracy z fińskimi organizacjami niepodległościowymi. W Sztokholmie Koc spotkał innego wysłannika POW, Aleksandra Sulkiewicza. Ze względu na problemy z uzyskaniem wiz austro-węgierskich, obaj członkowie Polskiej Organizacji Wojskowej musieli udać się do Kopenhagi. Po uzyskaniu wizy Koc trafił do Piotrkowa Trybunalskiego, gdzie spotkał Adama Skwarczyńskiego. Stamtąd pojechał do Krakowa, gdzie otrzymał mundur legionisty i mógł złożyć raport Piłsudskiemu.

## Legiony Polskie

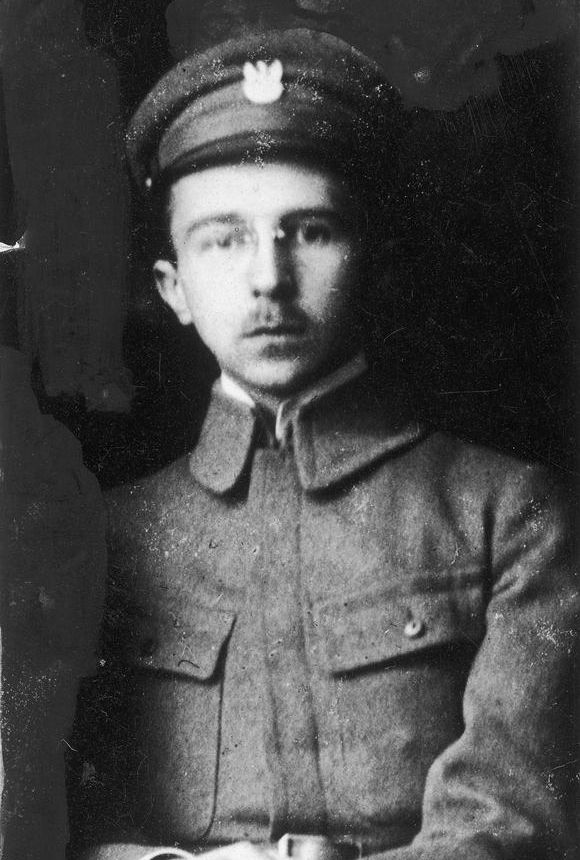
Adam Koc jako żołnierz Legionów Polskich

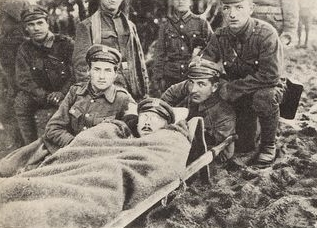
Ranny porucznik Koc na noszach, jesień 1916

Po wykonaniu zadania Koc został wcielony do II batalionu 5 pułku piechoty, tzw. „Zuchowatych” w składzie III Brygady Legionów. Po zdobyciu przez wojska państw centralnych Lublina, otrzymał zadanie pokrywające się z jego wcześniejszymi doświadczeniami konspiracyjnymi. Miał zająć się wspieraniem Wydziału Narodowego Lubelskiego (WNL) – organizacji propagującej na terenie Lubelszczyzny politykę Piłsudskiego (rywalizującego z c.k. Komendą Legionów). Działalnością tą zwrócił na siebie uwagę władz austro-węgierskich, wobec czego został odesłany do służby liniowej. Dla Koca było to szczególnie trudne, ponieważ był słabego zdrowia (przeszedł zapalenie płuc i malarię), a dodatkowo cierpiał na znaczną wadę wzroku. Jak pisał: 

W pełnieniu moich obowiązków natrafiłem na trudności, ponieważ miałem kłopoty ze wzrokiem. W nocy nic nie widziałem, a co raz zdarzały się nocne wypady, gdy po zapadnięciu zmroku wychodziliśmy na patrolowanie przedpola. Należało więc wyszukać sobie ordynansa bojowego, który mógłby w nocy zastępować osłabiony wzrok, prowadząc w ciemnościach.

18 września 1916 Koc został ciężko ranny w bitwie pod Sitowiczami nad Stochodem. Został trafiony kulą karabinową w okolice wątroby. Wydarzyło się to podczas misji zwiadowczej, podczas prowadzenia wywiadu obserwacyjnego pozycji Rosjan ze stanowiska zorganizowanego na dębie. Tego dnia poległ sierżant Aleksander Sulkiewicz, próbując udzielić pomocy rannemu Kocowi. Po ściągnięciu z drzewa, rannym zaopiekował się dr Felicjan Sławoj Składkowski. Koca zabrano do Zakładu Sanitarnego Brygady. Następnie trafił do szpitala legionowego w Lublinie, a potem do szpitala urządzonego w pałacu Pod Baranami w Krakowie.
Rekonwalescencja zakończyła się 31 stycznia 1917. Koc wrócił do działalności politycznej w I Brygadzie, gdzie został jednym z założycieli tzw. Towarzystwa Analfabetów – tajnej organizacji polityczno-wojskowej żołnierzy służących w 5 pułku piechoty, popierających niepodległościową politykę Piłsudskiego. W tym czasie był już jednym z piłsudczyków cieszących się znaczącym autorytetem w Legionach.
Ze względu na swą działalność, został karnie przeniesiony przez dowództwo do Ostrowi Mazowieckiej, gdzie miał odbyć drugi kurs wyszkolenia. 22 lipca 1917, po kryzysie przysięgowym, jako oficer został internowany w obozie w Beniaminowie. Tymczasem jego brat, ppor. Leon Koc w przebraniu szeregowego został internowany wraz ze swoimi żołnierzami w obozie w Szczypiornie. W obozie w Beniaminowie Adam Koc kontynuował piłsudczykowską działalność propagandową, przekonując internowanych o konieczności dalszego oporu. 22 kwietnia 1918 został zwolniony z obozu ze względu na zły stan zdrowia.

## Znów w POW
Po zwolnieniu z obozu Koc powrócił do działalności konspiracyjnej w Polskiej Organizacji Wojskowej i objął Komendę Naczelną POW nr 1 w Warszawie, obejmującą swoim działaniem obszar okupacji niemieckiej. Przejął ją po Janie Zdanowiczu-Opielińskim, który następnie przekonał Komendanta Głównego POW Edwarda Śmigłego-Rydza, aby ten mianował Koca Komendantem Naczelnym POW.
Adam Koc zastąpił także Tadeusza Kasprzyckiego w Konwencie Organizacji A, powołanym latem 1917 przez Bogusława Miedzińskiego, Jędrzeja Moraczewskiego i Kasprzyckiego, zakonspirowanym kierownictwie obozu piłsudczykowskiego.
Jako Komendant Naczelny, Koc (używający wówczas pseudonimu Szlachetny) zreorganizował podległą mu strukturę Komendy, wprowadził także w życie rozkaz Śmigłego-Rydza dotyczący utworzenia oddziałów lotnych do działań dywersyjnych. Inicjował również akcje przeciwko policji niemieckiej oraz koordynował współpracę POW z Pogotowiem Bojowym PPS. Sprawna działalność w tych sferach sprawiła znaczący wzrost jego autorytetu. Zacieśniały się także jego relacje z Miedzińskim (który w strukturze POW odpowiadał za kontakty z partiami politycznymi) oraz ze Śmigłym-Rydzem. Tego ostatniego Koc czasowo zastąpił podczas pobytu Komendanta Głównego Polskiej Organizacji Wojskowej w Kijowie (wrzesień 1918).
Po utworzeniu tzw. rządu lubelskiego (7 listopada 1918), w Warszawie zaczęły powstawać niemieckie rady żołnierskie. Koc był inicjatorem rozbrajania części z nich. 10 listopada 1918 razem z księciem Lubomirskim, członkiem Rady Regencyjnej, na czele grupy działaczy POW, witał na dworcu kolejowym w Warszawie Józefa Piłsudskiego oraz Kazimierza Sosnkowskiego, którzy wracali do kraju po zwolnieniu z twierdzy w Magdeburgu. Zaraz potem Koc wydał rozkaz o rozbrojeniu niemieckich wojsk okupacyjnych. Do akcji przystąpiło ok. 50 tys. członków POW, którym w krótkim czasie udało się w sposób zorganizowany przejąć władzę od Niemców.

## Służba w Wojsku Polskim

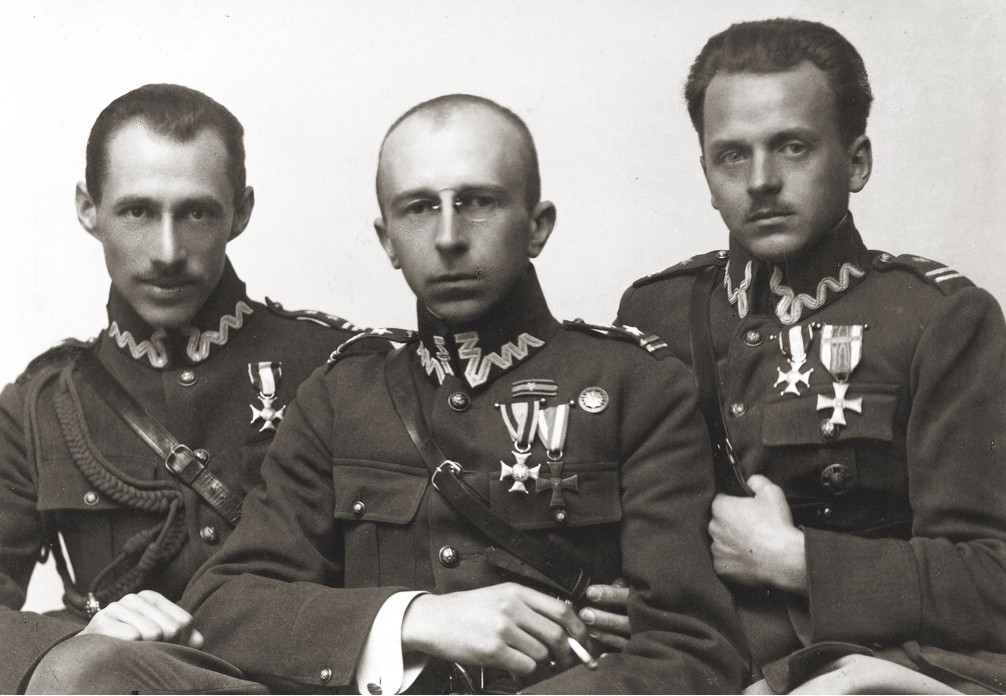
Bogusław Miedziński, Adam Koc i Marian Zyndram-Kościałkowski podczas służby w Wojsku Polskim

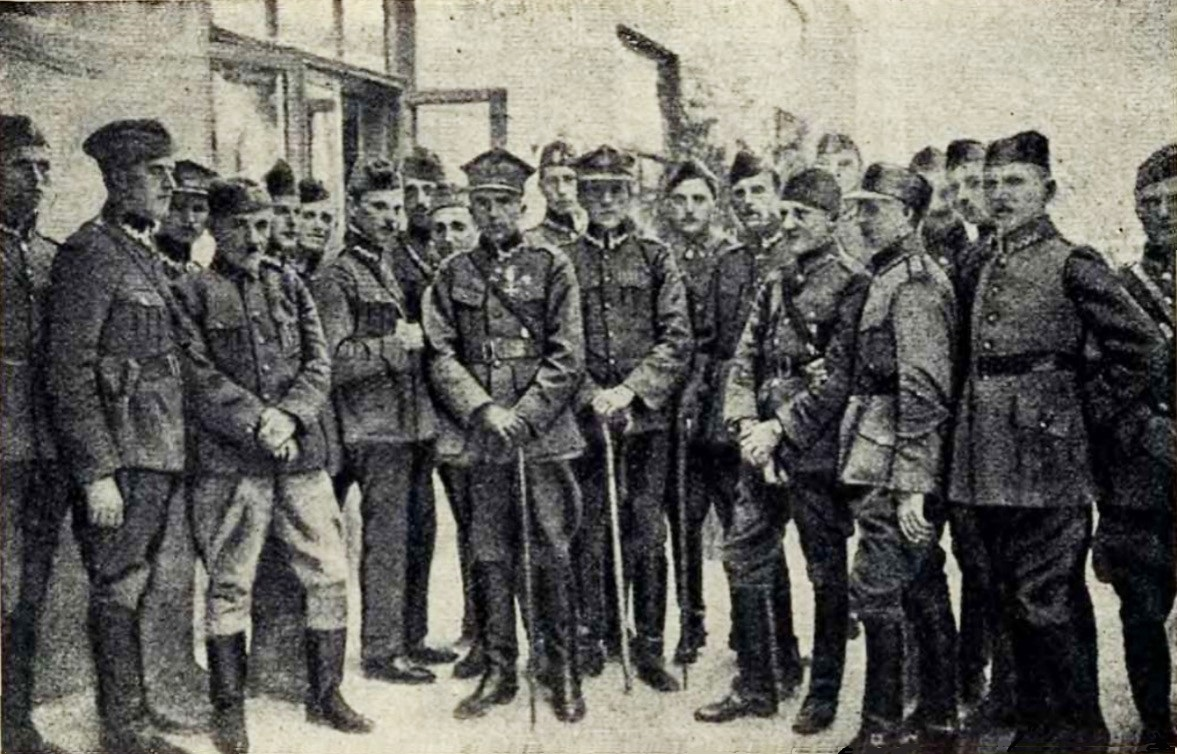
Sztab Dywizji Ochotniczej po zajęciu Grodna podczas wojny polsko-bolszewickiej. Ppłk Adam Koc na środku, z Orderem Virtuti Militari na piersi.

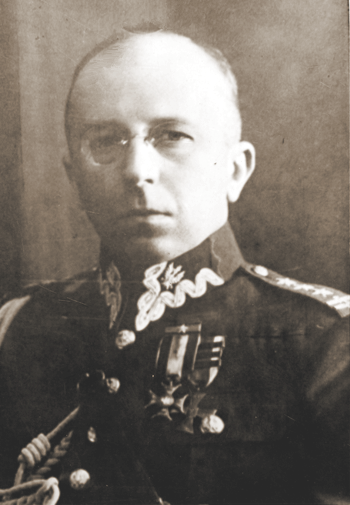
Adam Koc w mundurze pułkownika

Pomimo sprawowania przez Koca funkcji Komendanta Naczelnego POW (wraz z odzyskaniem przez Polskę niepodległości, jedynie część członków Polskiej Organizacji Wojskowej została wcielona do Wojska Polskiego), przeszedł on na etat wojskowy, jednocześnie pełniąc funkcję referenta POW w Oddziale I Organizacyjnym Sztabu Generalnego WP. W marcu 1919 struktura podległa A.Kocowi została podporządkowana Oddziałowi VI Informacyjnemu Sztabu Generalnego, który w maju 1919 zmienił nazwę na Oddział II. Dekretem Naczelnego Wodza z 17 grudnia 1919 Koc został oficjalnie przyjęty do Wojska Polskiego w stopniu kapitana. Najpierw służył w Biurze Wywiadowczym Oddziału II, a następnie wysłano go na przeszkolenie w ramach Wojennej Szkoły Sztabu Generalnego (od 13 czerwca do 1 grudnia 1919). Potem został szefem Sekcji IV Propagandy i Opieki nad Żołnierzem. Jednocześnie dalej sprawował stanowisko Komendanta POW, choć trudno wskazać, które jego ówczesne działania były wykonywane w ramach wojskowych obowiązków służbowych, a które dotyczyły działalności Polskiej Organizacji Wojskowej. 1 stycznia 1920 Koc został sekretarzem Kapituły Tymczasowej Orderu Virtuti Militari (jako jeden z pierwszych dziesięciu kawalerów tego orderu po 1919). Był również w składzie jej Komisji Statutowej. W maju i czerwcu 1920 przebywał na Ukrainie, gdzie m.in. sprawował funkcję oficera łącznikowego przy atamanie Symonie Petlurze.
11 czerwca 1920 Adam Koc został zatwierdzony z dniem 1 kwietnia 1920 w stopniu podpułkownika, w piechocie, w grupie oficerów byłych Legionów Polskich. 18 lipca 1920 objął dowództwo 201 pułku piechoty. Został on utworzony w ramach Armii Ochotniczej, powstałej na skutek akcji mobilizacyjnej Wojska Polskiego, rozpoczętej w trakcie wojny polsko-bolszewickiej mocą decyzji Rady Obrony Państwa. 201 Pułk Piechoty wszedł w skład 5 Armii dowodzonej przez gen. Władysława Sikorskiego. W jego składzie znaleźli się przede wszystkim członkowie POW (m.in. Witold Giełżyński, Tadeusz Hołówko, Stanisław Thugutt oraz Aleksander Prystor). Pod koniec lipca oddział zajął pozycję pod Surażem i rozpoczął udział w walkach. 31 lipca pułk włączono w skład nowo powstałej Dywizji Ochotniczej, nad którą dowództwo objął ppłk Adam Koc. Trafiła ona na Front Północny. Brała udział m.in. w akcjach zaczepnych, zdobywając 16 sierpnia 1920 Nasielsk. Nie udało się jej jednak zniszczyć 3 Korpusu Kawalerii dowodzonego przez Gaj-Chana, któremu udało się wyrwać z okrążenia. Później Dywizja Ochotnicza weszła w skład 3 Armii dowodzonej przez gen. Rydza-Śmigłego i zdobyła m.in. Grodno. Część żołnierzy dywizji (na polecenie Piłsudskiego) wzięło także udział w tzw. „buncie” Żeligowskiego. 3 grudnia 1920 dywizja została rozwiązana, a sam Koc od 20 stycznia 1921 brał udział w miesięcznym kursie informacyjnym dla wyższych dowódców, który odbył się w Warszawie.
Po zakończeniu wojny polsko-bolszewickiej, został skierowany przez Piłsudskiego na stanowisko szefa nowo utworzonego w Oddziale III Sztabu Generalnego Wydziału Przysposobienia Rezerw. Jego zadaniem stało się wspieranie różnego rodzaju stowarzyszeń przygotowujących ludność na wybuch ewentualnego nowego konfliktu zbrojnego. W obszarze zainteresowania Wydziału pozostawało także szkolenie wojskowe młodzieży i rezerwistów. W maju 1921 uczestniczył, jako delegat Ministerstwa Spraw Wojskowych, w obradach Międzynarodowego Zjazdu Strzeleckiego. W tym czasie publikował m.in. w Strzelcu, Rządzie i Wojsku, czy Bellonie. Opowiadał się za większym związaniem społeczeństwa z armią i demokratyzacją stosunków panujących w wojsku. Jego praca była pozytywnie oceniana zarówno przez ówczesnego szef Oddziału III Sztabu Generalnego płk. Mariana Kukiela, jak i ministra spraw wojskowych, gen. Stanisława Szeptyckiego. 3 maja 1922 został zweryfikowany w stopniu podpułkownika ze starszeństwem z 1 czerwca 1919 i 135. lokatą w korpusie oficerów piechoty.
W połowie grudnia 1922, po zabójstwie prezydenta Gabriela Narutowicza, Koc wziął udział w zebraniu piłsudczykowskich oficerów (m.in. Bogusława Miedzińskiego, Ignacego Matuszewskiego, Ignacego Bornera, Konrada Libickiego, Kazimierza Stamirowskiego, Henryka Floyar-Rajchmana), które odbyło się w siedzibie II Oddziału. Planowali oni wykorzystać powstałe zamieszanie i doprowadzić do uspokojenia sytuacji poprzez działania wojsk pod dowództwem Piłsudskiego. Nawiązano kontakt z PPS, przy pomocy którego wspomniani oficerowie chcieli doprowadzić do ogłoszenia strajku generalnego. Plany te zostały zniweczone przez Ignacego Daszyńskiego, który nie udzielił im poparcia.
Od 2 listopada 1923 roku był słuchaczem III Kursu Doszkolenia Wyższej Szkoły Wojennej w Warszawie. Z dniem 25 września 1924 roku został zwolniony z obowiązków zastępcy członka Oficerskiego Trybunału Orzekającego. 15 października 1924, po ukończeniu kursu i otrzymaniu dyplomu naukowego oficera Sztabu Generalnego, został przydzielony do Inspektoratu Armii Nr II w Warszawie na stanowisko I referenta (na czele tego inspektoratu stał gen. dywizji Lucjan Żeligowski). Pełniąc służbę w sztabach pozostawał oficerem nadetatowym 5 Pułku Piechoty Legionów w Wilnie. 1 grudnia 1924 został awansowany na pułkownika ze starszeństwem z 15 sierpnia 1924 i 17. lokatą w korpusie oficerów piechoty. Z dniem 1 lutego 1925 został mianowany zastępcą komendanta Doświadczalnego Centrum Wyszkolenia Armii w Rembertowie.
Koc był członkiem tajnej organizacji pod nazwą „Honor i Ojczyzna” zwanej też „Strażnicą” założonej jesienią 1921 przez gen. Władysława Sikorskiego za wiedzą i zgodą Piłsudskiego oraz Sosnkowskiego. Razem z płk. Kazimierzem Młodzianowskim, jako reprezentant Legionów i POW, był członkiem kapituły tej organizacji. Została ona rozwiązana w 1923. Tuż przed przewrotem majowym Koc był także (wspólnie z wieloma innymi czołowymi piłsudczykami) członkiem wolnomularskiej Wielkiej Loży Narodowej Polski, do której wstąpił z polecenia Piłsudskiego.

### Koc-grupai przewrót majowy
W tym czasie w warszawskim mieszkaniu Koca (jak również w kawiarni Mała Ziemiańska przy ul. Mazowieckiej w Warszawie) odbywały się regularne spotkania oficerów piłsudczykowskich, planujących zorganizowanie powrotu Piłsudskiego do władzy. Była to nieformalna tzw. Koc-grupa. W spotkaniach tych brali udział, poza samym gospodarzem, m.in. Józef Beck, Ignacy Matuszewski, Bogusław Miedziński, Kazimierz Stamirowski, Kazimierz Świtalski, Henryk Floyar-Rajchman, Stefan i Roman Starzyńscy. Na przełomie jesieni i zimy 1925 Koc–grupa została rozwiązana na polecenie Piłsudskiego (mimo że formalnie nigdy jej nie zawiązano), co było niemałym zaskoczeniem dla samego Adama Koca.
Od 11 kwietnia 1926 płk. Adam Koc pełnił służbę na stanowisku szefa Wydziału Wyznań Niekatolickich Ministerstwa Spraw Wojskowych. Dzięki objęciu tej funkcji, przebywał stale w Warszawie, co ułatwiło mu prowadzenie przygotowań do piłsudczykowskiego zamachu stanu. Tuż przed tym wydarzeniem, jego rolą było poinformowanie o przygotowywanym przewrocie niektórych dowódców opowiadających się za Piłsudskim. W nocy z 11 na 12 maja wraz z ppłk. Anatolem Minkowskim, ppłk. Feliksem Kwiatkiem oraz mjr. Karolem Lilienfeld-Krzewskim odwiedził dowódcę 36 Pułku Piechoty płk. Kazimierza Sawickiego i zakomunikował mu, że marszałek postanowił przejąć władzę w państwie. Nawiązał także kontakt z gen. Tadeuszem Piskorem, dowódcą 28 Dywizji Piechoty, skierowanej później do Cytadeli Warszawskiej. W trakcie samego zamachu, Koc razem z Miedzińskim prawdopodobnie negocjował także z przedstawicielami kolejowych związków zawodowych ogłoszenie strajku na kolei. Nie udało im się jednak ustalić miejsca pobytu prezydenta Stanisława Wojciechowskiego, co wywołało niezadowolenie Piłsudskiego.
Tuż po przewrocie majowym, Koc był inicjatorem i organizatorem „Cyrulika Warszawskiego” – prosanacyjnego czasopisma humorystycznego (czasopismo ukazywało się do 1934).
Od 14 września 1926 do 4 marca 1928 Koc zajmował stanowisko szefa sztabu Dowództwa Okręgu Korpusu Nr VI we Lwowie. Według Mariana Romeyki w powszechnym odbiorze Adam Koc miał na tym stanowisku „nadzorować” dowódcę korpusu, gen. Władysława Sikorskiego. Zaprzecza temu Bogusław Miedziński twierdząc, że w tym samym czasie Pierwszy Marszałek Polski pozbył się z Warszawy oficerów z dawnej Koc–grupy, nie wyjaśniając jednak, dlaczego do tego doszło.
W marcu 1928 przeniesiony został do dyspozycji komendanta Kadry Oficerów Piechoty. Z dniem 26 marca tego samego roku przeniesiony w stan nieczynny na czas trwania kadencji sejmowej, a z dniem 30 kwietnia 1930 w stan spoczynku.

## Działalność polityczna i gospodarcza
Od 1927 do 1928 Koc brał udział w posiedzeniach Gabinetu Prezesa Rady Ministrów, podczas których decydowano na temat bieżącej polityki obozu sanacyjnego. Wszedł także w skład Lwowskiego Wojewódzkiego Komitetu Regionalnego (jednej ze struktur grupujących urzędników i przedstawicieli organizacji społecznych, mających koordynować działania wyborcze piłsudczyków).
Koc był jedną z pierwszych dziesięciu osób odznaczonych Krzyżem Niepodległości. Sprawował także funkcję członka Kapituły tego odznaczenia. W grudniu 1928 wszedł w skład Głównej Komisji dla Odznaczeń za Pracę Niepodległościową udzielonych w 10 rocznicę Powstania Państwa Polskiego.

### Poseł i dziennikarz
W wyniku wyborów parlamentarnych w 1928, Koc został posłem z ramienia Bezpartyjnego Bloku Współpracy z Rządem (BBWR), wybranym z listy państwowej. Był już wówczas zaliczany do tzw. grupy pułkowników (ścisłego otoczenia i najbliższych współpracowników Józefa Piłsudskiego, pełniących kierowniczą rolę w BBWR i państwie polskim), choć np. Andrzej Chojnowski uważa, że Koc i Miedziński zostali odsunięci nieco przez Piłsudskiego na dalszy plan. Z kolei Antoni Czubiński był zdania, że Koc w ogóle nie wchodził w skład tego nieformalnego zespołu.
Jako poseł BBWR, w latach 1928–1929 i ponownie od 1930 pełnił rolę przewodniczącego grupy posłów i senatorów BBWR z Małopolski Wschodniej. Był również Kierownikiem Działu Propagandowego BBWR. Później na tym stanowisku zastąpił go Miedziński, któremu przekazano zarządzanie prorządową Gazetą Polską. Pozostawał aktywny także w sferze działalności organizacji kombatanckich – w marcu 1928 został wybrany na prezesa Związku Peowiaków. Był także wiceprezesem Zarządu Związku Strzeleckiego.
W styczniu 1929 Adam Koc zastąpił Wojciecha Stpiczyńskiego na stanowisku redaktora naczelnego nieoficjalnego rządowego dziennika Głos Prawdy. Decyzję o tej nominacji podjął prezes BBWR, Walery Sławek, chcąc postawić na czele tego wydawnictwa osobę możliwą do zaakceptowania dla środowisk konserwatywnych, o poparcie których w tym czasie starała się sanacja. Podstawowym zadaniem Koca było uzdrowienie sytuacji finansowej dziennika. 30 października 1929, w wyniku połączenia Głosu Prawdy z Epoką, powstała Gazeta Polska. Na przełomie marca i kwietnia 1930 na stanowisku naczelnego tego dziennika Koca zastąpił Bogusław Miedziński.

### Wiceminister skarbu
13 grudnia 1930 prasa poinformowała, że rząd zadecydował o przedstawieniu prezydentowi Ignacemu Mościckiemu kandydatury Koca na stanowisko wiceministra skarbu. 24 grudnia natomiast pojawiła się informacja, że głowa państwa podpisała poprzedniego dnia nominację tego polityka do objęcia wspomnianej funkcji. W tym czasie ministrem skarbu był Ignacy Matuszewski, zastąpiony potem przez Jana Piłsudskiego, a następnie przez Władysława Zawadzkiego. Kocowi podlegał Departament II Obrotu Pieniężnego, zajmujący się kwestiami m.in. długu zagranicznego i wewnętrznego, organizacji giełd, pracy Banku Polskiego, kontaktów z zagranicą i funkcjonowania prywatnych przedsiębiorstw bankowych. Zdaniem Janusza Mierzwy, biografa Adama Koca, objął on stanowisko wiceministra skarbu, pomimo braku doświadczenia ekonomicznego, ze względu na cechy swojego charakteru: uczciwość i skromność. Wiązało się to z plotkami na temat nieprzejrzystej sytuacji wokół Banku Polskiego (pogłoski na temat łapówkarstwa), jakie dotarły do Piłsudskiego.
Na początku stycznia 1932 Adam Koc został także komisarzem rządowym w Banku Polskim – osobą, której zadaniem było zapewnienie sprawnej komunikacji pomiędzy rządem a władzami banku (prezesem i radą). Początkowo postrzegany jako laik i osoba o dość liberalnych poglądach na gospodarkę, Koc dał się poznać jako pragmatyk, dopuszczający rozwiązania interwencjonistyczne, a nawet etatystyczne, jeśli tylko były one skuteczne. Funkcję komisarza rządowego w Banku Polskim pełnił do początku 1936.

#### Francuskie i brytyjskie pożyczki kolejowe

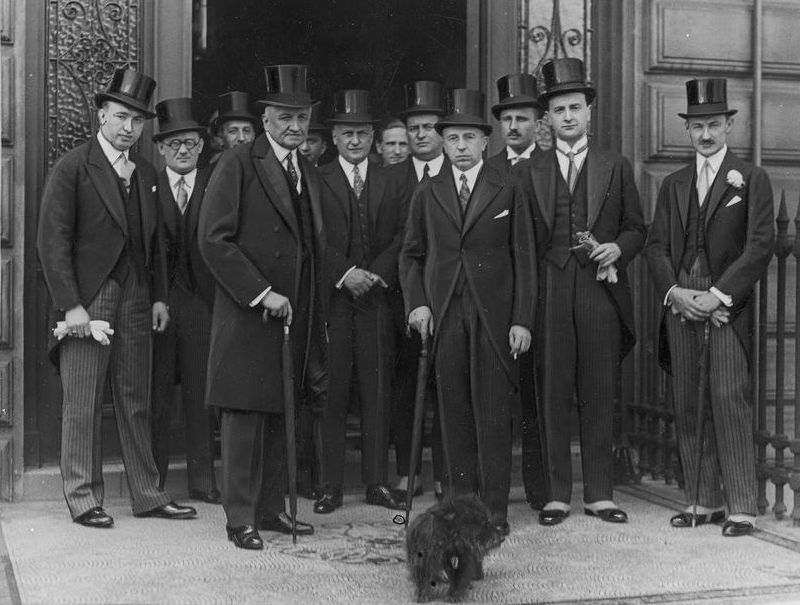
Polska delegacja w Londynie, negocjująca warunki pożyczki na elektryfikację Warszawskiego Węzła Kolejowego (czerwiec 1933) – wiceminister skarbu Adam Koc czwarty od prawej

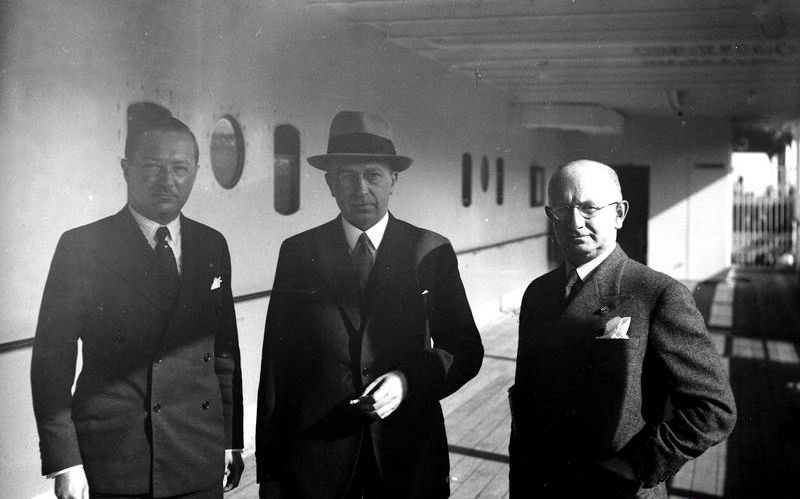
Adam Koc (w środku) na pokładzie statku MS „Piłsudski”, w drodze powrotnej z USA. Październik 1935.

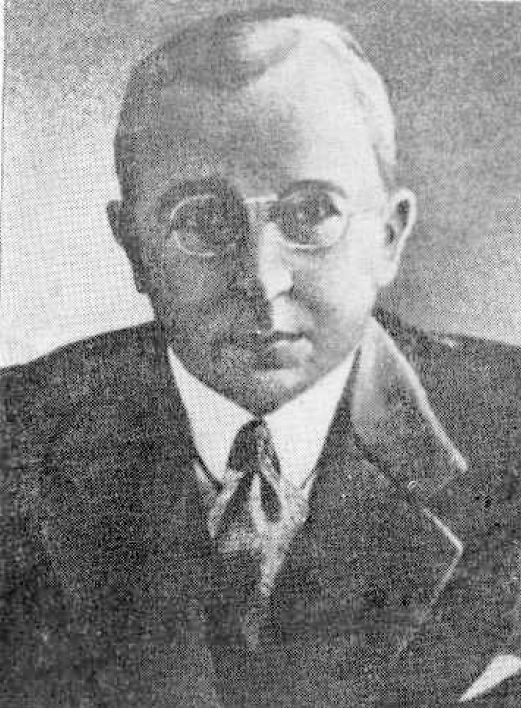
Adam Koc w połowie lat 30. XX wieku

Jako wiceminister skarbu odpowiedzialny za utrzymywanie kontaktów z zagranicznymi kontrahentami państwa polskiego, Koc był zaangażowany m.in. w sprawę pozyskania pożyczki od Francji, która miała zostać przeznaczona na dokończenie budowy tzw. magistrali węglowej – inwestycji kolejowej o kluczowym znaczeniu, linii łączącej Śląsk z Gdynią, przeznaczonej dla przewozów węgla. W połowie lutego 1931 Koc wyjechał do Paryża, gdzie brał udział w negocjacjach, podczas których ustalono finansowe aspekty pożyczki. Na mocy umowy, koncesję (mającą obowiązywać do 31 grudnia 1975) na dokończenie budowy linii (odcinki Herby Nowe – Inowrocław i Nowa Wieś Wielka – Gdynia) otrzymało Francusko-Polskie Towarzystwo Kolejowe, które zostało także upoważnione do eksploatowania infrastruktury na odcinku od Siemkowic do Częstochowy. Porozumienie zawarte przez Koca po raz pierwszy oddawało odcinek polskiej linii kolejowej w dzierżawę prywatnej, zagranicznej firmie. Taka konstrukcja umowy spotkała się z pozytywnym przyjęciem ze strony obozu rządowego (wskazywano m.in. na znaczenie pozyskania środków od państwa zaprzyjaźnionego z II RP) oraz z krytyką płynącą ze strony partii opozycyjnych. Sam Koc od 13 maja 1933 do 25 kwietnia 1936 zasiadał (wraz z przedstawicielami innych ministerstw) w Radzie Francusko-Polskiego Towarzystwa Kolejowego, jako jej wiceprezes. Podejmował także starania o kolejną pożyczkę z Francji – tym razem miała ona być przeznaczona na elektryfikację Warszawskiego Węzła Kolejowego. Do jej udzielenia jednak nie doszło.

Kocowi udało się natomiast wynegocjować umowę na elektryfikację Warszawskiego Węzła Kolejowego z partnerami brytyjskimi. 8 lipca 1933 parafowano porozumienie z English Electric Ltd. i Metropolitan Vickers Electrical Co. Ltd. opiewające na kwotę 1 mln 980 tys. funtów (tj. ok. 60 mln ówczesnych złotych). Bardzo korzystna dla strony polskiej umowa zakładała zakończenie inwestycji w przeciągu 3–4 lat, przy zamówieniu potrzebnych urządzeń w Polsce, a także rozbudowę zakładów elektrotechnicznych w kraju i elektrowni w okolicach Warszawy przy wykorzystaniu kapitału brytyjskiego. Umowa została podpisana 2 sierpnia 1933. Jak wskazywał sam Koc w wywiadzie udzielonym Gazecie Polskiej: 

Elektryfikacja węzła warszawskiego nie tylko będzie miała znaczenie komunikacyjne, ale wpłynie dodatnio na stan zatrudnienia naszego przemysłu i naszych sił roboczych. Z pobytu w Londynie jestem bardzo zadowolony. Dał on mi możność nawiązania licznych stosunków i osobistego poznania wielu wybitnych ludzi z angielskich sfer bankowych i przemysłowych. Myślę, że ten kontakt osobisty, podtrzymywany z obu stron, wzmoże obopólne zrozumienie się i pozwoli na stopniowy dalszy rozwój współpracy gospodarczej (...).

W czerwcu i lipcu 1933 Koc przewodził polskiej delegacji na światową konferencję ekonomiczną w Londynie. Przedstawił podczas niej pomysły na walkę z międzynarodowym kryzysem gospodarczym – jako główny cel wskazał stabilizację waluty poprzez liberalizację handlu i obniżenie ceł. 3 lipca polska delegacja podpisała deklarację tzw. „państw złotych”: Francji, Włoch, Belgii, Holandii, Szwajcarii i Polski. Na jej mocy rządy wymienionych państw wyraziły wolę utrzymania w swoich krajach funkcjonowania swobodnego standardu złota według obecnie obowiązujących parytetów w ramach istniejącego ustawodawstwa monetarnego.

24 kwietnia 1934 Koc podpisał kolejną umowę z partnerami brytyjskimi – tym razem chodziło o kontrakt z The Westinghouse Brake and Saxiby Co. Ltd. – London na modernizację taboru kolejowego. Na jego mocy Polskie Koleje Państwowe otrzymały pożyczkę na instalację hamulców zespolonych w wagonach towarowych. Jej wartość wyniosła 1,98 mln funtów. Jak wskazywał sam Koc, umowa 

Ma [...] znaczenie podwójne: po pierwsze spowoduje poważny napływ kapitałów zagranicznych do Polski i da zatrudnienie licznym rzeszom pracowników; po drugie zapewni wielki postęp techniczny polskiemu kolejnictwu, powiększając znakomicie sprawność i szybkość przebiegu pociągów towarowych. Umowa ta jest największą transakcją kredytowo-towarową, jaką Polska kiedykolwiek zawarła.

Po śmierci Józefa Piłsudskiego, Koc wszedł w skład Naczelnego Komitetu Uczczenia Pamięci Marszałka Józefa Piłsudskiego. Znalazł się także w grupie piłsudczyków opowiadających się za objęciem stanowiska Generalnego Inspektora Sił Zbrojnych (GISZ) przez gen. Kazimierza Sosnkowskiego. Prezydent Mościcki zadecydował jednak, że zostanie nim gen. Edward Śmigły-Rydz. Wobec takiego rozwoju wypadków, Koc popierał Walerego Sławka, jako osobę mającą przejąć przywództwo pośród piłsudczyków. Okazał się on jednak niezdolny do takiego posunięcia. To pogłębiło proces tzw. dekompozycji obozu rządzącego po odejściu Piłsudskiego. Adam Koc potrafił odnaleźć się w nowej sytuacji. Wkrótce zaakceptował wzmocnienie pozycji Śmigłego-Rydza. Sam w tym czasie był (wraz z Ignacym Matuszewskim) jednym z najbardziej prawicowych członków grupy pułkowników. Wkrótce współtworzył, wspólnie z Wojciechem Stpiczyńskim i Bogusławem Miedzińskim tzw. grupę GISZ – wysoko postawionych piłsudczyków chcących budować przeciwwagę dla tzw. grupy pałacowej – prezydenta Mościckiego i jego protegowanego, Eugeniusza Kwiatkowskiego.
W wyniku wyborów parlamentarnych we wrześniu 1935, Koc wszedł w skład Sejmu, dostając się do niego z listy BBWR, z okręgu nr 43 (powiaty: suwalski, augustowski, sokólski). Otrzymał 67 408 głosów.
15 września 1935 Adam Koc udał się w rejs na pokładzie statku MS Piłsudski do USA i Kanady. Jego celem było pozyskanie w Stanach Zjednoczonych pożyczki emisyjnej. Koc wszedł w skład grupy polskich dygnitarzy (m.in. gen. Gustaw Orlicz-Dreszer, gen. Aleksander Osiński, gen. Bolesław Wieniawa-Długoszowski, Stefan Starzyński, płk Ignacy Matuszewski). Dopłynąwszy do USA, Koc spotkał się z przedstawicielami Polonii i prezydentem Franklinem Delano Rooseveltem. Zwiedził również giełdę nowojorską. Spotkał się także z amerykańskimi bankowcami i przedstawicielami tamtejszego świata finansowego. Ostatecznie jednak wyprawa zakończyła się fiaskiem i pożyczki nie udało się pozyskać. Tymczasem w kraju, po dymisji gabinetu Walerego Sławka, kandydatura Adama Koca została wysunięta przez gen. Rydza-Śmigłego na szefa rządu. Została ona jednak odrzucona przez prezydenta Mościckiego, ze względu na konflikt pomiędzy Kocem a Eugeniuszem Kwiatkowskim. Premierem został Marian Zyndram-Kościałkowski.

### Prezes Banku Polskiego

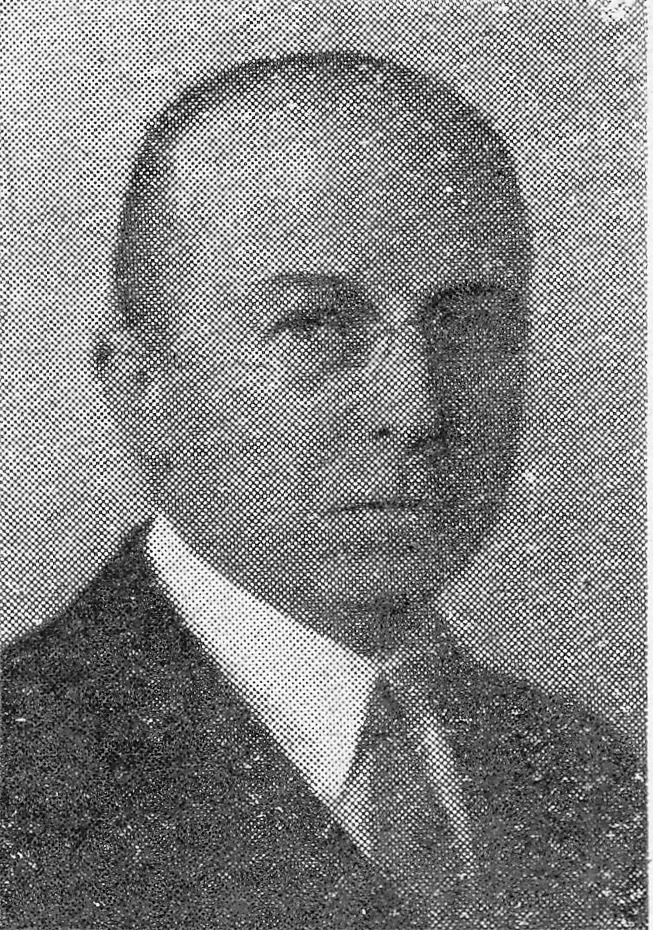
Adam Koc w 1936

W grudniu 1935 Koc podał się do dymisji ze stanowiska wiceministra skarbu. Jego współpraca z nowym ministrem skarbu – Eugeniuszem Kwiatkowskim – nie była możliwa ze względu na poważne rozbieżności poglądów na gospodarkę. Mimo tego, według doniesienia prasowego, podczas pożegnalnego spotkania minister serdecznie wyrażał się o płk. Kocu i zadeklarował współpracę aparatu skarbowego pułkownikiem na nowym stanowisku. 7 lutego 1936 Koc został nominowany przez prezydenta RP na prezesa Banku Polskiego. Tuż po objęciu tego stanowiska, udał się w dwie podróże służbowe: do Francji (spotkał się m.in. z gubernatorem Banque de France Jeanem Tannerym, ministrem spraw zagranicznych Francji Pierre-Étienne Flandinem oraz z tamtejszym ministrem finansów Marcelem Régnierem) i Wielkiej Brytanii (złożył wizytę m.in. gubernatorowi Banku Anglii, Montagu Normanowi). Przedmiotem odbytych tam rozmów były ponownie kwestie pożyczkowe.
Jako prezes Banku Polskiego, Koc opowiadał się za popieraniem rentownych podmiotów gospodarczych, bliską współpracą z bankami państwowymi i prywatnymi, pracą na rzecz odbudowy kredytu i odtworzenia rynku kapitałowego w Polsce. Był zwolennikiem obrony polskiego zapasu złota i utrzymywania ścisłego kontaktu z zagranicznymi bankami emisyjnymi. Postulował rozwiązania stałe i pewne, sprzeciwiał się jakimkolwiek planom manipulacji walutą.
Pod koniec marca 1936 doszło do gwałtownego załamania stanu rezerw dewizowych, a miesiąc później, podczas spotkania na Zamku Królewskim w Warszawie (udział w nim wzięli: prezydent Mościcki, premier Zyndram-Kościałkowski, Rydz-Śmigły, gen. Tadeusz Kasprzycki, Władysław Raczkiewicz, Roman Górecki, Juliusz Ulrych oraz Juliusz Poniatowski) Koc zaprezentował projekt prezydenckiego dekretu o dewaluacji złotego. Przeciwko tym planom wypowiedział się jednak sam Ignacy Mościcki i pomysł nie został przyjęty. Oznaczało to zwycięstwo koncepcji Kwiatkowskiego i wprowadzenie ograniczeń dewizowych. Kocowi udało się jeszcze przeforsować plan przeznaczenia przez Bank Polski 20 mln zł na zatrudnienie bezrobotnych przy robotach drogowych, jednak wiedział on dobrze o tym, że nie będzie w stanie firmować swym nazwiskiem polityki gospodarczej rządu, z którą się nie utożsamiał. 27 kwietnia 1936 podał się do dymisji ze stanowiska prezesa Banku Polskiego. O fakcie tym prasa poinformowała 9 maja 1936.
Od 1936 był Komendantem Naczelnym Związku Legionistów Polskich. W styczniu 1938 udał się na dłuższy urlop i wobec tego jego miejsce objął gen. Jan Kazimierz Kruszewski.
Od końca 1938 Koc pracował w Banku Handlowym, będąc od 30 marca 1939 jego wiceprezesem. Zajmował się m.in. polityką kredytową, kontaktami z bankami zagranicznymi i obowiązkami skarbowymi banku.

### Na czele Obozu Zjednoczenia Narodowego

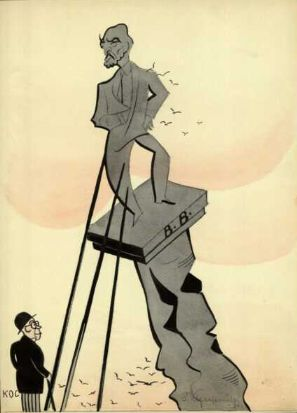
Karykatura Adama Koca i Walerego Sławka

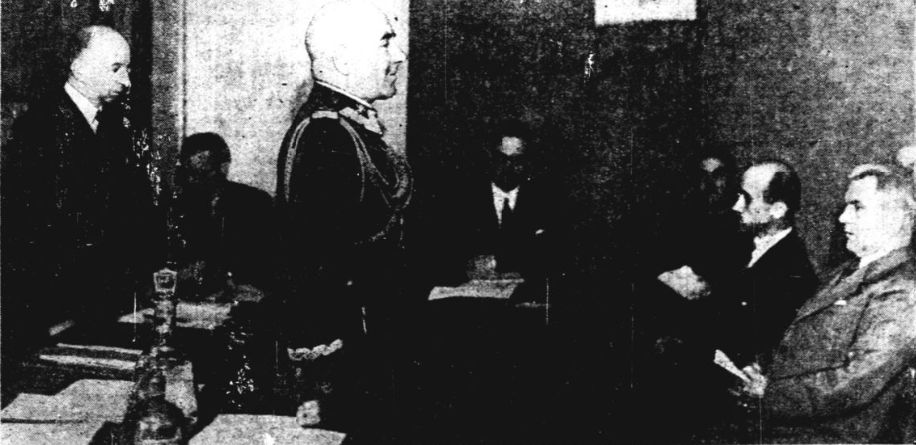
Marszałek Edward Śmigły-Rydz przemawia do zebranych delegatów na XIII Walnym Zjeździe Delegatów Związku Legionistów Polskich (ZLP). Za stołem prezydialnym stoi Komendant Naczelny ZLP, płk Adam Koc (24 maja 1936).

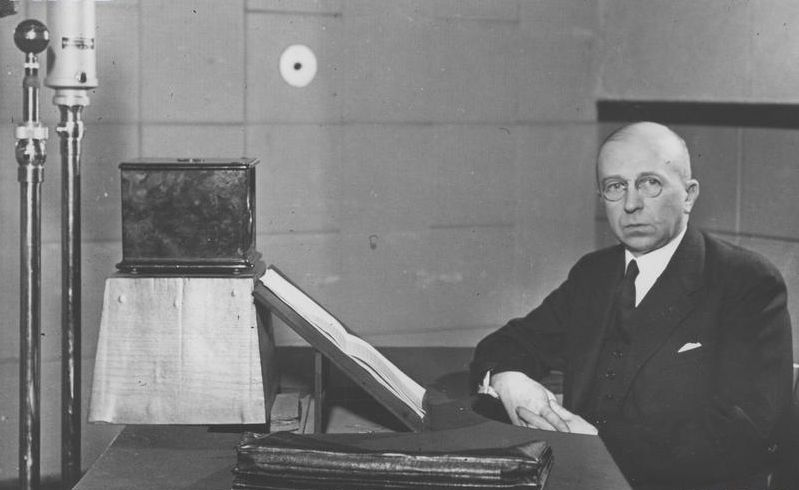
Adam Koc przed mikrofonem radiowym, podczas wygłaszania deklaracji ideowo-politycznej Obozu Zjednoczenia Narodowego (21 lutego 1937)

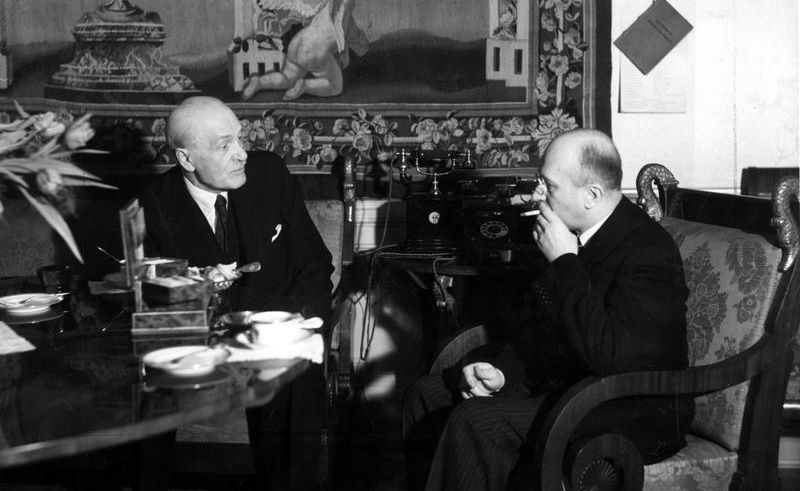
Lider OZN, Adam Koc, z wizytą u prezydenta RP Ignacego Mościckiego (24 lutego 1937)

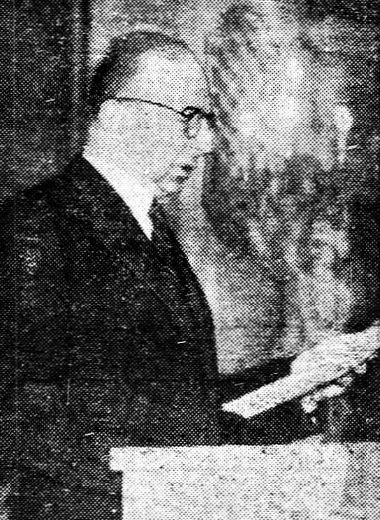
Przemawiający Adam Koc, luty 1938

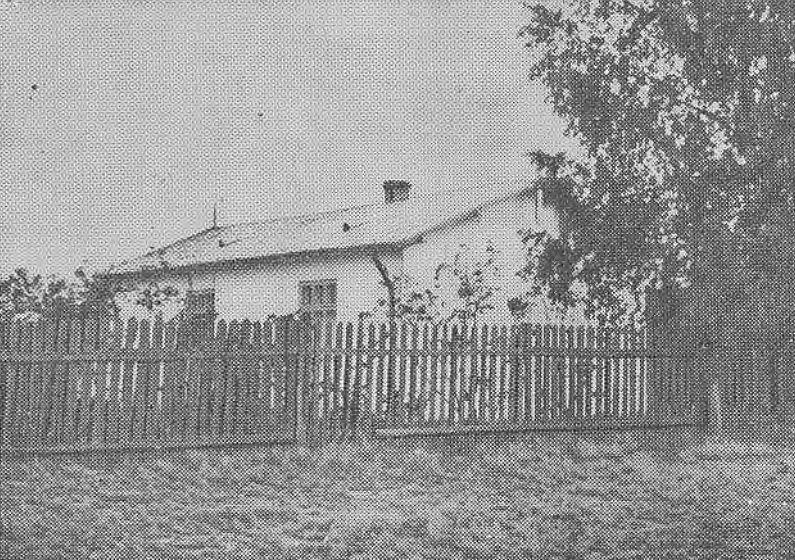
Dom Adama Koca, przy którym usiłowano zamachu (1937)

Konsolidacja większości prawicowych piłsudczyków wokół osoby Śmigłego-Rydza, skutkowała alienacją Walerego Sławka. 30 października 1935 Sławek rozwiązał sanacyjną organizację polityczną, Bezpartyjny Blok Współpracy z Rządem. Śmigły-Rydz i jego współpracownicy rozpoczęli więc prace nad stworzeniem nowego ugrupowania. Początkiem było zapewnienie sobie przywództwa w legionowej organizacji kombatanckiej – Związku Legionistów Polskich (ZLP). 24 maja 1936, Sławek stracił stanowisko Komendanta Naczelnego ZLP. Na jego miejsce wybrano Adama Koca. Odbyło się to w kontrowersyjnych okolicznościach – zebrani podczas XIII Walnego Zjazdu Delegatów ZLP organizacji nie byli jednomyślni, proponowali na stanowisko szefa ZLP gen. Sosnkowskiego. Dopiero przemówienie Śmigłego-Rydza uspokoiło sytuację.
W tym czasie Koc był już najbliższym współpracownikiem Śmigłego-Rydza, stąd też to jemu powierzył stworzenie programu nowego ugrupowania. 24 maja 1936 Generalny Inspektor Sił Zbrojnych podczas Zjazdu Legionistów w Warszawie wygłosił przemówienie, które zostało uznane za wyraźne zasygnalizowanie woli utworzenia nowej organizacji politycznej grupującej siły sanacyjne. Jedną z głównych idei była konsolidacja różnych sił narodu wokół poprawy obronności Polski. Na początku 1937 w rządowej Gazecie Polskiej ukazał się artykuł Bogusława Miedzińskiego, będący zapowiedzią poszukiwania przez sanację nowych form organizacyjnych dla swojej działalności. Autor wskazywał także na konieczność podjęcia współpracy z endecją. W tym czasie sam Miedziński oraz Koc prowadzili rozmowy z młodymi narodowcami – Ruchem Narodowo-Radykalnym „Falanga”. Inni działacze sanacyjni dyskutowali natomiast z przywódcami Stronnictwa Ludowego – Maciejem Ratajem i Janem Dąbskim, jednak bez rezultatów. Nie uzyskano tu kompromisu w trzech zasadniczych dla Stronnictwa kwestiach: zmiany ordynacji wyborczej poprzez wspólne opracowanie nowej, przyśpieszenia biegu reformy rolnej i powrotu Witosa do kraju.
Gdy okazało się, że Koc nie był w stanie samodzielnie i szybko opracować programu politycznego nowego ugrupowania, w grudniu 1936 zadanie to przejął Miedziński. Jednak ani Śmigły-Rydz, ani Koc nie zaakceptowali przygotowanego przez niego tekstu. Generalny Inspektor postanowił zatem samemu stworzyć deklarację programową nowo tworzonej organizacji. Opracował ją w ciągu tygodnia. Brak w tekście wzmianki o reformie rolnej uniemożliwiał Miedzińskiemu prowadzenie rozmów ze stronnictwami ludowymi na temat ewentualnej współpracy. Zagroził wobec tego wycofaniem się z życia politycznego obozu sanacyjnego. W styczniu 1937 Śmigły-Rydz, Koc i Miedziński spotkali się w Zakopanem, gdzie przez dwa dni dyskutowali na temat zmian w programie stworzonym przez generała. Ostatecznie do tekstu wprowadzono pewne poprawki. Były to niezwykle ogólnikowe sformułowania dotyczące reformy rolnej, pochodzące z projektu Miedzińskiego.
21 lutego 1937 o godzinie 17.30 Adam Koc, jako osoba desygnowana przez Śmigłego-Rydza na szefa Obozu Zjednoczenia Narodowego (OZN), wygłosił przez radio przemówienie, w którym ogłosił utworzenie nowej sanacyjnej organizacji politycznej. Przedstawił deklarację ideowo-polityczną OZN, w której podkreślał prymat państwa oraz hasła solidaryzmu społecznego, obrony kraju, antykomunizmu oraz naczelną rolę armii w życiu państwa. Ważną częścią ideologii Obozu miało być także hasło konsolidacji wokół wodza narodu – marszałka Edwarda Śmigłego-Rydza. Program zawierał również twierdzenia o silnym związaniu narodu polskiego z Kościołem katolickim. Deklaracja mówiła też o konieczności tolerancji wobec mniejszości narodowych, ale wzywała do konkurencji z Żydami na płaszczyźnie gospodarczej i kulturalnej. Tak przedstawione zasady ideologii OZN zbliżały ją do haseł głoszonych przez endecję. Wśród działaczy narodowej demokracji pojawiły się nawet zarzuty popełnienia ideowego plagiatu przez twórców Obozu. Wystąpienie Koca zostało bardzo krytycznie odebrane przez opozycję i część obozu piłsudczykowskiego o lewicowych poglądach. Zauważono także brak charyzmy w samym odczytującym tekst deklaracji. Pomimo tego, prasa prorządowa publikowała informacje propagandowe o entuzjastycznym odezwie różnych środowisk na wezwanie do konsolidacji narodowej, wygłoszone przez Koca.
22 czerwca 1937 utworzono organizację młodzieżową OZN – Związek Młodej Polski. Formalnie na jej czele stał Adam Koc, jednak faktycznie przywództwo w niej sprawował Jerzy Rutkowski (oficjalnie – zastępca Koca, od 28 października 1937 formalnie kierownik ZMP), współpracownik Ruchu Narodowo-Radykalnego „Falanga” (oficjalnie Koc zaprzeczył związkom OZN z „Falangą”). Takie posunięcie było efektem nawiązania współpracy z liderem tego ugrupowania, Bolesławem Piaseckim. Została ona negatywnie oceniona przez dużą część środowisk legionowych i peowiackich. Wyrazem tego były głosy niezadowolenia podczas XIV Ogólnego Zjazdu Związku Legionistów Polskich w Krakowie. W październiku 1937 Koc złożył rezygnację z szefostwa w ZMP, przekazując je Rutkowskiemu. Ostatecznie, ze względu na zmasowaną krytykę, jaka spadła na kierownictwo OZN za współpracę z RNR „Falanga” i radykalizację młodych narodowców, 22 kwietnia 1938 doszło do oficjalnego zakończenia współpracy pomiędzy obiema organizacjami.
19 lipca 1937 w polskiej prasie pojawiła się informacja o nieudanym zamachu na pułkownika Koca. Według informacji zawartych w artykule, do próby zamordowania polityka przebywającego w jego willi w Świdrach Małych miało dojść 18 lipca ok. godziny 22. Zamachowiec, na skutek nieudolnego obchodzenia się z materiałem wybuchowym, zginął w wyniku przedwczesnej eksplozji bomby, którą planował zabić Koca. W wyniku śledztwa ustalono, że niedoszłym zabójcą był Wojciech Bieganek z Różopola. Prasa prorządowa sugerowała, że był on częścią spisku, który został zawiązany przez wrogów politycznych Koca. Wyników śledztwa jednak nigdy nie ogłoszono.
To wydarzenie oraz opór względem OZN, według części relacji, miały wpłynąć na powstanie planów zbrojnego przejęcia władzy w państwie przez Obóz Zjednoczenia Narodowego i „Falangę”. Sam Koc miał planować, przy rzekomym poparciu Śmigłego-Rydza, „noc św. Bartłomieja” lub „krwawy kwadrans” – fizyczną likwidację przeciwników Obozu Zjednoczenia Narodowego wewnątrz sanacji. Na czele zamachowców mieli stanąć wiceminister spraw wewnętrznych Jerzy Paciorkowski i płk. Zygmunt Wenda. Rzekomo planowany zamach miał zakończyć się zamordowaniem ok. 3 tys. osób (w tym prezydenta Mościckiego, Sławka, Janiny Prystorowej oraz Aleksandry Piłsudskiej). Informacje o zamachu stanu (pierwotnie zawarte w przekazach osób związanych z tzw. Frontem Morges lub Komunistyczną Partią Polski), które miało planować kierownictwo OZN, nie zostały potwierdzone. Zaprzeczył im sam Śmigły-Rydz pod koniec października 1937.
Edward Śmigły-Rydz zdawał sobie sprawę z nieudolności Koca jako szefa OZN. Nie był on dynamicznym liderem, jaki był potrzebny dla przeprowadzenia akcji konsolidacji narodu. Wyczerpany nerwowo przez spory z Kwiatkowskim, podupadający na zdrowiu, przyjął misję szefowania OZN jako rozkaz wydany przez swego wodza. Nie doceniał także siły i znaczenia opozycyjnych partii politycznych. 10 stycznia 1938 Koc złożył rezygnację z pełnionego stanowiska – oficjalnie z powodów zdrowotnych. Faktycznie jednak został zmuszony do tego przez Śmigłego-Rydza. Następcą Koca na stanowisku szefa OZN został gen. Stanisław Skwarczyński, choć Śmigły-Rydz rozpatrywał także kandydaturę Michała Grażyńskiego. Nominacja Skwarczyńskiego była próbą wciągnięcia do współpracy środowisk kombatanckich, grupujących „starych” piłsudczyków. 25 czerwca 1938 zakończyła się także kadencja Koca jako komendanta naczelnego ZLP. Zastąpił go na tym stanowisku Juliusz Ulrych.

### Londyńskie negocjacje

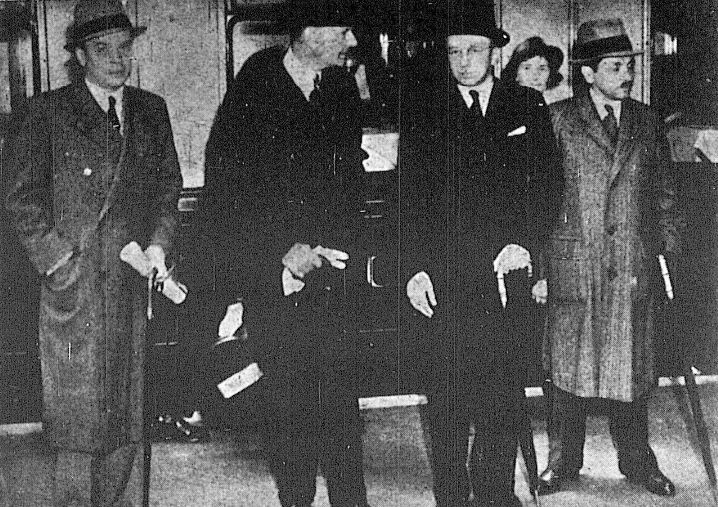
Ambasador RP Edward Raczyński oraz Adam Koc podczas jego wizyty w Londynie (czerwiec 1939)

W wyniku wyborów w 1938, Koc został wybrany do Senatu. Wszedł w skład Komisji Regulaminowej izby. Pełnił także funkcję przewodniczącego Komisji Wojskowej.
W marcu 1939 Koc wyjechał ponownie do Londynu, gdzie prowadził negocjacje mające na celu uzyskanie przez Bank Handlowy kredytu rembursowego. W tym czasie działał również nieoficjalnie, na rzecz poprawy pozycji Polski w Wielkiej Brytanii. Koc odbył szereg spotkań z przedstawicielami brytyjskiego rządu i biznesu, przygotowując grunt pod planowaną wizytę polskiego ministra spraw zagranicznych, Józefa Becka. Po powrocie, w porozumieniu z marszałkiem Rydzem-Śmigłym, przekonywał polski rząd do rozpoczęcia rozmów z Brytyjczykami w celu pozyskania kredytów materiałowego i gotówkowego, mających służyć wzmocnieniu polskiej armii w obliczu spodziewanego konfliktu zbrojnego. 10 czerwca 1939 Koc otrzymał instrukcje od ministra Kwiatkowskiego, który postawił go na czele rządowej delegacji mającej podjąć negocjacje w Londynie. 13 czerwca 1939 wyruszyła ona do Wielkiej Brytanii. Potrzeby polskiej armii początkowo szacowano na 50–60 mln funtów. Później zostały one ograniczone do 24 mln funtów. Rozmowy toczyły się bardzo wolno, Wielka Brytania próbowała powiązać planowaną pożyczkę z proponowanym przez nią przystąpieniem Polski do tzw. bloku szterlingowego. Koc był zwolennikiem takiego rozwiązania, w przeciwieństwie do Kwiatkowskiego. Ostatecznie nie doszło do porozumienia w kwestii kredytu gotówkowego (rozmowy w tej sprawie planowano podjąć jesienią). 2 sierpnia 1939 podpisano natomiast umowę dotyczącą kredytu towarowego, opiewającego na 8 mln funtów.

## Na emigracji
Po wybuchu II wojny światowej, Koc opowiedział się za przekazaniem zasobów złota przechowywanego w Banku Polskim władzom wojskowym w celu zakupu przez nie materiału wojennego. 3 września 1939 został nominowany przez II wiceministra spraw wojskowych i szefa Administracji Armii, gen. Aleksandra Litwinowicza na stanowisko ds. finansowych w Sztabie Generalnym. Jednocześnie powołano go do czynnej służby wojskowej. Następnie koordynował on przygotowania do wywiezienia złota Banku Polskiego samochodami z Warszawy, ustalając z jego kierownictwem m.in. wielkość ładunku i terminy załadunku. Pierwszy transport wyruszył do Brześcia 4 września, drugi – 5 września do Łucka przez Lublin. Sam Koc wyruszył z Warszawy razem z tym ostatnim. W drodze towarzyszyli mu m.in. Henryk Floyar-Rajchman i Ignacy Matuszewski, którym następnie przekazał pieczę nad cennym ładunkiem.
10 września 1939 został nominowany przez prezydenta Mościckiego na stanowisko wiceministra skarbu. 11 września opuścił Polskę, trafiając do Czerniowiec. Tam prowadził (wraz z ambasadorem RP w Bukareszcie Rogerem Raczyńskim) negocjacje z władzami Rumunii na temat zezwolenia na przejazd transportów ze złotem przez terytorium tego państwa. W tym czasie Koc otrzymał od polskiego rządu misję sfinalizowania operacji kredytowych z Wielką Brytanią. Pozyskane środki miały zostać przekazane bezpośrednio na potrzeby armii. Z Czerniowiec Koc trafił do Bukaresztu. Tam polecił Henrykowi Gruberowi przesłanie do oddziału Powszechnej Kasy Oszczędności w Nowym Jorku dyspozycji wypłacenia mu 2 milionów złotych. Suma ta miała być prawdopodobnie przeznaczona na zaspokojenie podstawowych potrzeb żołnierzy polskiej armii. Koc nie poinformował PKO, jakie ma być przeznaczenie tej kwoty, a jego polecenie ze względów formalnych nie zostało wykonane.
Po przybyciu do Paryża (według różnych źródeł – 16, 17 lub 18 września), Koc skupił się na organizacji struktur polskiego Ministerstwa Skarbu na emigracji. Po internowaniu rządu polskiego w Rumunii i ustąpieniu prezydenta Mościckiego, był on najwyższym rangą przedstawicielem polskiej Rady Ministrów we Francji. Przez pewien czas wchodził w skład rady zastępującej rząd, wraz z ambasadorem RP we Francji Juliuszem Łukasiewiczem, wiceministrem spraw zagranicznych Janem Szembekiem i gen. Stanisławem Burhardt-Bukackim. Utrzymywał też kontakty z przedstawicielami przedwrześniowej opozycji (m.in. gen. Sikorskim), zdając sobie sprawę z konieczności utworzenia rządu koalicyjnego. Według Adama Pragiera Adam Koc odegrał wręcz decydującą rolę w tym, że przejęcie władzy przez ugrupowania opozycyjne względem rządów sanacyjnych odbyło się w sposób łagodny i formalny.

### Minister skarbu oraz minister przemysłu i handlu
30 września 1939 został powołany, a w dniu następnym zaprzysiężony na stanowisko ministra skarbu w rządzie Władysława Sikorskiego na uchodźstwie. 9 października został także ministrem przemysłu i handlu. Był jednym z dwóch piłsudczyków wchodzących w skład rządu emigracyjnego (August Zaleski objął tekę ministra spraw zagranicznych). Na stanowisku tym dążył przede wszystkim do zabezpieczenia wierzytelności rządu polskiego za granicą oraz udzielania pomocy polskim uchodźcom w Rumunii, Francji i na Węgrzech. Dążył także do maksymalnego ograniczania wydatków (m.in. udzielając w odezwie z 10 października 1939 urlopu bezpłatnego większości urzędników zatrudnionych dotąd w administracji państwowej). Starał się także doprowadzić do ogłoszenia moratorium na spłatę polskich długów państwowych. Podpisał także z Wielką Brytanią nową umowę kredytową, na kwotę 5 mln funtów.
Po przybyciu do Francji transportu ze złotem Banku Polskiego, odpowiedzialny za tę operację płk Ignacy Matuszewski został zaatakowany przez członków rządu wywodzących się z przedwrześniowych partii opozycyjnych. Popadł on w konflikt także z Adamem Kocem, zarzucając mu brak reakcji na te ataki, a nieco później wręcz oskarżając go o ich inspirowanie. Minister był także ostro krytykowany przez prof. Stanisława Kota, który prowadził działania rozliczające piłsudczyków z ich działalności przedwrześniowej. Zarzucał on Kocowi czerpanie zysków z pożyczek udzielanych przez państwa zachodnie i zmonopolizowania eksportu z Polski, a także dążenie do zapewnienia sanacji większych wpływów w rządzie. Przedmiotem zastrzeżeń wobec pułkownika stała się także wypłata marszałkowej Piłsudskiej jednorazowej pensji w wysokości 30 tys. funtów. Wobec tych zarzutów, 9 grudnia 1939 Adam Koc złożył dymisję ze stanowiska ministra skarbu oraz ministra przemysłu i handlu, obejmując funkcję II podsekretarza stanu w tym resorcie. Jego następcą został Henryk Strasburger, z którym dalsza jego współpraca układała się bez przeszkód.
Wiosną 1940 Koc został obarczony winą za zaprzepaszczenie polskiego złota, które podczas działań wojennych we Francji, zostało przetransportowane do Afryki Północnej. Najprawdopodobniej z tego powodu opuścił on rząd emigracyjny, choć dokładna data tego wydarzenia nie jest znana. 18 czerwca 1940, wraz z innymi członkami gabinetu Sikorskiego został ewakuowany do Wielkiej Brytanii na pokładzie angielskiego statku towarowego Nylon wypływającego z Bordeaux. 21 czerwca witał na dworcu Paddington prezydenta Władysława Raczkiewicza przybywającego do Londynu. Polityk ten był jednym z obrońców działań Koca, któremu w tym czasie zarzucano m.in. przedwczesne opuszczenie Francji.
Po otrzymaniu informacji, że złoto Banku Polskiego jest w Dakarze, gen. Sikorski polecił Kocowi przeprowadzenie próby odzyskania tego drogocennego ładunku. Pułkownik zaproponował, że skoro zasoby te znajdują się na terytorium Francji okupowanej przez Niemcy, jedynym rozwiązaniem jest zażądanie od władz USA, aby te „zaaresztowały” część depozytu złota Banku Francji w Nowym Jorku. Sikorski zaaprobował ten plan, dodatkowo mając nadzieję, że wysłany do Stanów Zjednoczonych Koc rozpocznie także rozmowy w sprawie udzielenia przez władze tego państwa pożyczki dla rządu polskiego. Miał on także wybadać grunt pod zaangażowanie tamtejszych sfer finansowych w przyszłą odbudowę Polski. W połowie września 1940 Adam Koc wypłynął z Liverpoolu do USA. Do celu dotarł 4 października. Na miejscu okazało się, że z wnioskiem o przejęcie części francuskiego złota zwrócili się do władz Stanów Zjednoczonych także Belgowie. 3 maja Sikorski mianował Koca przewodniczącym komitetu mającego doprowadzić do odzyskania złota. Przeciwko tej nominacji zaprotestował minister Strasburger, jak również szef Banku Polskiego, prof. Bohdan Winiarski (związany z obozem narodowym). 6 czerwca 1941 prace komitetu zostały zawieszone na polecenie Sikorskiego.

### Ostatnie lata

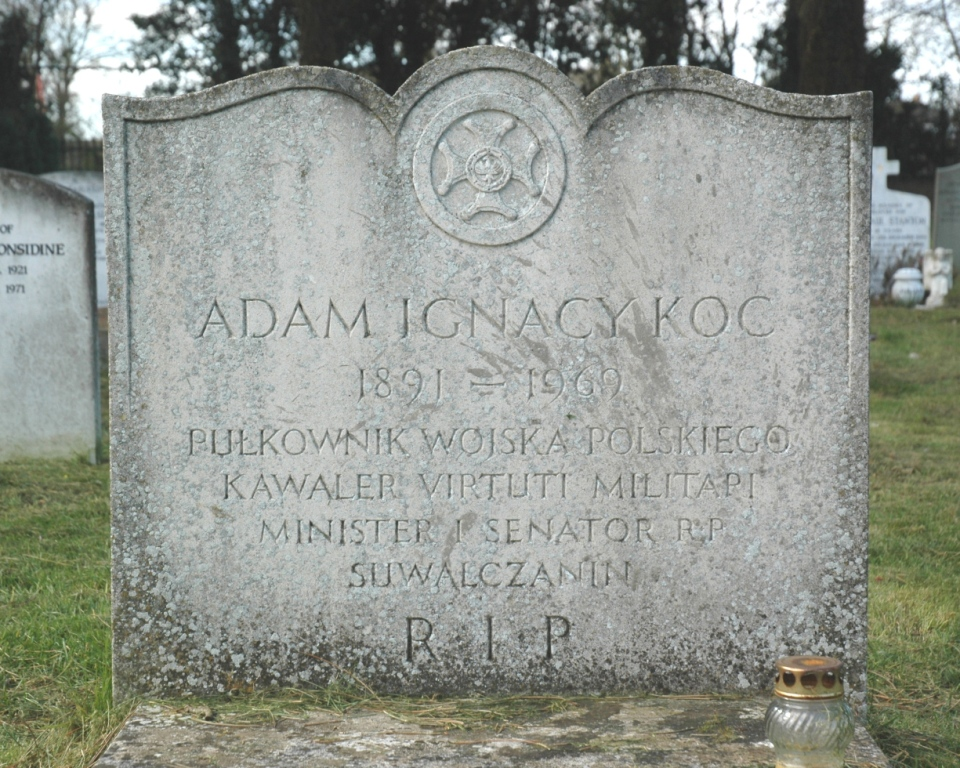
Grób Adama Koca w Oksfordzie

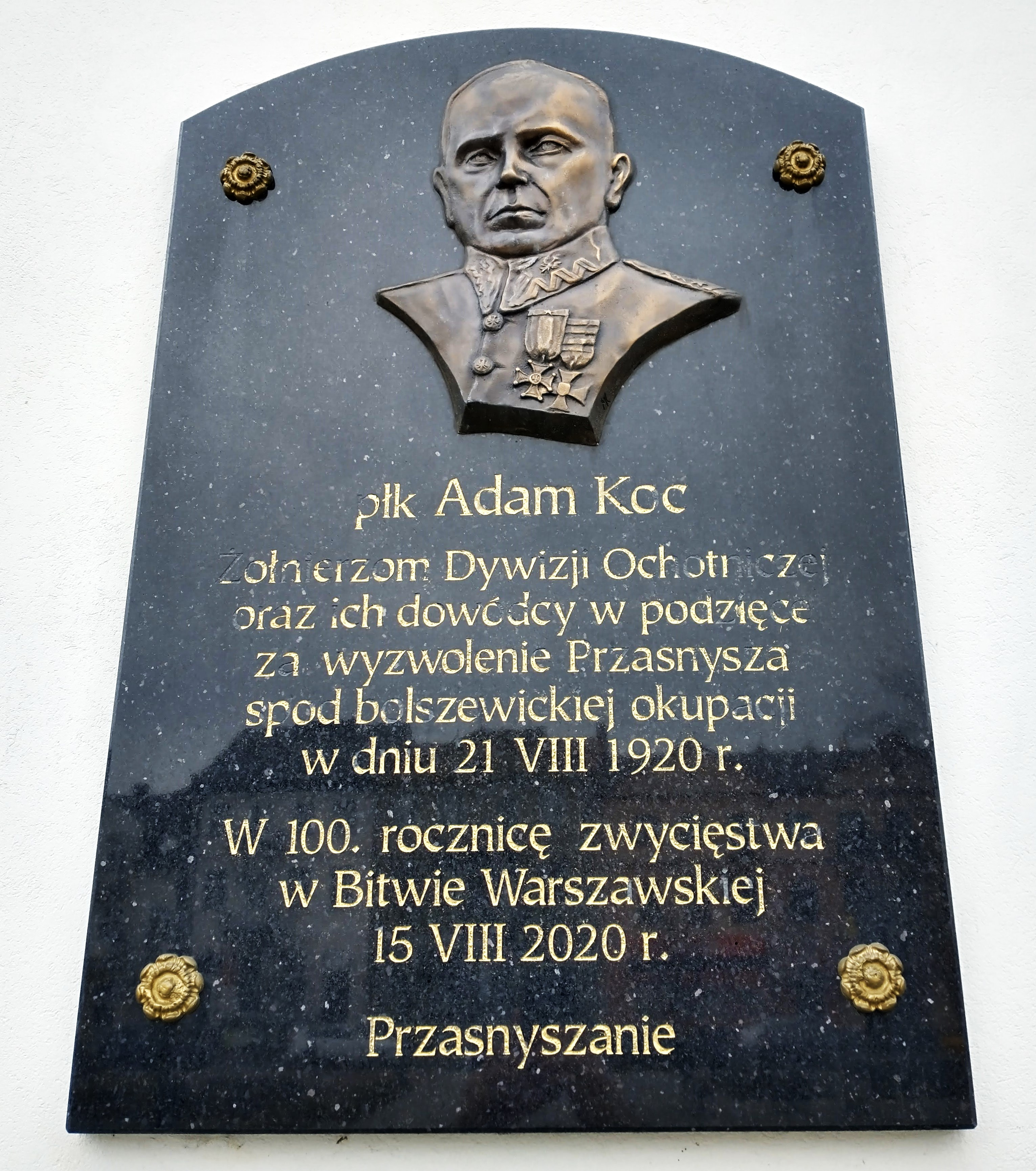
Tablica na ratuszu w Przasnyszu

Podczas pobytu w USA, Koc został jednym ze współzałożycieli Polskiego Instytutu Nauk i Sztuk w Ameryce. Była to stacja naukowa Polskiej Akademii Umiejętności.
Wiosną 1941 z Kocem skontaktował się płk. Leon Mitkiewicz, który zaproponował mu utworzenie tajnej organizacji działającej na terenie Ameryki Południowej. Miała to być grupa o charakterze terrorystycznym, prowadząca działania odwetowe na mieszkających tam Niemcach, będąca zemstą za zbrodniczą działalność ich rodaków w okupowanej Polsce. W maju 1942 powstał konkretny plan utworzenia organizacji, przygotowany przez powołanego ponownie do służby czynnej Koca, który funkcjonował wówczas pod pseudonimem Witold Warmiński. Nie wszedł on jednak w fazę realizacji, ponieważ 11 czerwca 1942 gen. Sikorski zdecydował o rezygnacji z tych planów.
Do zakończenia wojny Koc pracował w biurze radcy finansowego ambasady polskiej w USA. Starał się także bezskutecznie objąć stanowisko w biurze UNRRA. Od 1945 do 1950 był zatrudniony jako kucharz w pensjonacie w Sea Cliff, należącym do Stanisława Strzetelskiego. Potem przez krótki czas w 1952 współpracował z hotelem The Sherry-Netherland w Nowym Jorku. Mieszkał wówczas w niewielkim mieszkaniu przy 14 West 64th Street na Manhattanie. Handlował żywnością, a następnie został zatrudniony w hotelu Waldorf-Astoria. W tym czasie utrzymywał kontakty z innymi piłsudczykami przebywającymi na emigracji w USA – m.in. z Henrykiem Floyarem-Rajchmanem, czy Wacławem Jędrzejewiczem. Podjął także współpracę z Radiem Wolna Europa i Komitetem Wolnej Europy. Włączył się również w działalność Instytutu Józefa Piłsudskiego (od 1954 r. był przewodniczącym Komisji Rewizyjnej, a od 1956 sprawował funkcję wicedyrektora i kierownika Sekcji Archiwalno-Bibliotecznej tej instytucji, 19 marca 1957 wybrany członkiem rady tejże). Rozpoczął także spisywanie swoich wspomnień. Praca ta nie została przez niego dokończona.
W latach 60. pogłębiły się jego problemy zdrowotne, będące skutkiem rany poniesionej podczas bitwy pod Sitowiczami. Okazało się, że konieczna jest operacja pęcherzyka żółciowego. Dodatkowo, usunięto mu wyrostek robaczkowy. Operacja na krótko poprawiła sytuację. Pogarszał się także wzrok Adama Koca. W nocy z 11 na 12 listopada 1968 doznał udaru mózgu, co spowodowało paraliż ciała. Zmarł 3 lutego 1969 w szpitalu im. Franklina Delano Roosevelta w Nowym Jorku. Został pochowany 11 lutego 1969 na cmentarzu Wolvercote w Oksfordzie (na życzenie rodziny spoczął obok brata, Leona). Jego symboliczny grób znajduje się na cmentarzu Powązki Wojskowe w Warszawie (kwatera A12-7-28).

## Rodzina i życie prywatne

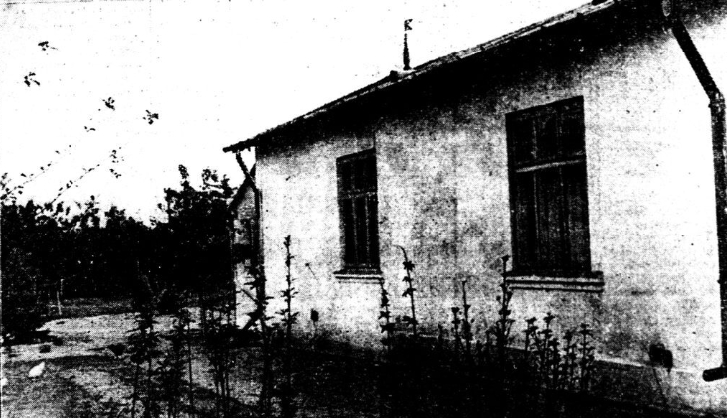
Parterowy dom letniskowy Adama Koca w Świdrach Małych pod Otwockiem

Adam Koc nigdy się nie ożenił. Po śmierci rodziców i starszego brata Stefana (1889–1908), jego najbliższą rodziną był brat Leon Wacław Koc (1892–1954) – pułkownik dyplomowany piechoty Wojska Polskiego, kawaler Orderu Virtuti Militari. Z małżeństwa z Janiną Godlewską (1895–1943) miał on trójkę dzieci: Agnieszkę (ur. 1920), Wacława Teodora (1923–1990) oraz Andrzeja Władysława (1925–1944, zginął w powstaniu warszawskim).
W czasie sprawowania funkcji rządowych Adam Koc mieszkał w Warszawie najpierw przy ul. Hożej 22, a następnie przy Alei Szucha 16. Był także właścicielem niewielkiego, parterowego, dwuizbowego domu letniskowego w Świdrach Małych, nieopodal drogi Warszawa – Otwock zakupionego od Stanisława Dziadulewicza (obecny adres tej posiadłości to Józefów, al. Nadwiślańska 250). W skład posesji wchodził także sad owocowy, ogród warzywny i nieduży zagajnik. W posiadłości tej na stałe mieszkał ogrodnik oraz dwie służące. Koc spędzał tam wolny czas, zazwyczaj jednak nocując w Warszawie.
Adam Koc próbował swoich sił w twórczości poetyckiej. Swe wiersze publikował pod pseudonimem Adam Warmiński w wydawanym w latach 20. XX wieku piłsudczykowskim miesięczniku ideowo-programowym Droga. W 1921 wydawnictwo Ignis wydało zbiór jego utworów (również pod wcześniej wspomnianym pseudonimem) w tomiku Wiersze i proza .

## Koc jako pierwowzór postaci literackiej
Koc stał się pierwowzorem postaci literackiej majora Pycia, występującej w powieści Juliusza Kaden-Bandrowskiego Generał Barcz . Jak można przeczytać w przedmowie do jednego z wydań tej książki: 

Podobieństwa między bohaterem powieściowym a jego prawdziwym modelem [są] najbardziej wyraziste. Styl bycia, sylwetka majora, charakterystyczny wygląd wskazują na pułkownika Adama Koca.

## Ordery i odznaczenia
- Krzyż Srebrny Orderu Wojskowego Virtuti Militari (21 stycznia 1920)[35]
- Krzyż Komandorski z Gwiazdą Orderu Odrodzenia Polski (11 listopada 1936)[188][189][190]
- Krzyż Niepodległości z Mieczami (6 listopada 1930)[191][192]
- Krzyż Oficerski Orderu Odrodzenia Polski (2 maja 1922)[193][194]
- Krzyż Walecznych (czterokrotnie)[190]
- Złoty Krzyż Zasługi (23 lipca 1938)[195]
- Krzyż Zasługi Wojsk Litwy Środkowej[196]
- Medal Pamiątkowy za Wojnę 1918–1921
- Medal Dziesięciolecia Odzyskanej Niepodległości
- Odznaka za Rany i Kontuzje[197]
- Znak oficerski „Parasol” (1914)[12]
- Odznaka pamiątkowa POW[197]
- Odznaka Sztabu Generalnego[197]
- Komandor Orderu Lwa Białego (Czechosłowacja, 24 października 1929)[198]
- Oficer Orderu Legii Honorowej (III Republika Francuska)[199]